# Adolf Lindenbaum
Adolf Lindenbaum (ur. 12 czerwca 1904 w Warszawie, zm. we wrześniu 1941 w Ponarach) – polski logik i matematyk żydowskiego pochodzenia, związany ze szkołą lwowsko-warszawską. Jego żoną od 1935 była Janina Hosiasson-Lindenbaum.

## Życiorys
Urodził się w zasymilowanej bogatej rodzinie żydowskiej. Uczył się w latach 1915–1922 w Gimnazjum im. Jana Kreczmara w Warszawie. W latach 1922–1926 studiował matematykę na Uniwersytecie Warszawskim. W 1928 obronił rozprawę doktorską napisaną pod kierunkiem Wacława Sierpińskiego pod tytułem O własnościach mnogości punktowych. W 1934 przedstawił rozprawę habilitacyjną na podstawie kilku opublikowanych artykułów na Wydziale Matematyki i Nauk Przyrodniczych Uniwersytetu Warszawskiego i uzyskał stopień docenta. W latach 1935–1939 prowadził wykłady na tematy matematyczne i logiczne, na przykład: „O nowych badaniach podstaw matematyki i podstawach matematycznych innych dyscyplin”, „O superpozycji funkcji” i „ Wybrane tematy z metrologii i teorii funkcji”.
Wsławił się sformułowaniem lematu Lindenbauma i współautorstwem algebry Lindenbauma-Tarskiego. Był autorem prac z teorii mnogości (arytmetyka liczb pozaskończonych) i teorii funkcji rzeczywistych. Był także wychowawcą Koła Naukowego Żydowskich Studentów Uniwersytetu Warszawskiego. Miał niewielkie szanse na awans na wyższe stanowisko na Uniwersytecie ze względu na brak ówczesnych stanowisk uniwersyteckich, antysemicką politykę na polskich uniwersytetach po 1935 oraz swoje zaangażowanie w ruch komunistyczny. W 1936 r. podpisał petycję domagającą się, aby dziennikarz i pacyfista Carl von Ossietzky, uwięziony przez nazistów, mógł podróżować do Oslo, aby odebrać przyznaną mu Pokojową Nagrodę Nobla.
Po wybuchu II wojny, obawiając się aresztowania, opuścił wraz z żoną Warszawę 6 września 1939 udał się do Wilna. Wyjechał następnie do Białegostoku, gdzie Rosjanie utworzyli Białostocki Instytut Pedagogiczny, a Lindenbaum został mianowany docentem i wykładowcą. We wrześniu 1941 został aresztowany przez gestapo i przewieziony do Wilna. Niejasne pozostaje, czy zabili go Niemcy, czy współdziałający z nimi wtedy Litwini; oraz jaka to była formacja.